# May the 12th Be with You
Pour plus de détails, voir Fiche technique et Distribution.
May the 12th Be with You est un court métrage d'animation américain basé sur Les Simpson, réalisé par David Silverman et sorti en 2024 sur Disney+.

## Fiche technique
- Titre original : May the 12th Be with You
- Réalisation : David Silverman
- Scénario : Joel H. Cohen, Al Jean, David Mirkin et Jeff Westbrook
- Photographie :
- Montage : Taylor Allen
- Musique : Alf Clausen, Danny Elfman et Jake Schaefer
- Animation : Nelson Shin
- Producteur : James L. Brooks, Alexander Duke, Matt Groening, Al Jean, Richard Raynis, Richard Sakai, Matt Selman et Denise Sirkot
  - Producteur associé : Kip Lewis
  - Coproduction : Peter Gave, Nikki Isordia et Michael G. Mahan
- Sociétés de production : Gracie Films et 20th Television
- Sociétés de distribution : Disney Platform Distribution
- Pays de production :  États-Unis
- Langue originale : anglais
- Format : couleur
- Genre : Animation
- Durée : 5 minutes
- Dates de sortie :
  - Monde : 10 mai 2024

## Distribution
- Julie Kavner : Marge Simpson
- Dan Castellaneta : Homer Simpson, Abraham Simpson et Dingo
- Nancy Cartwright : Maggie Simpson et Mickey Mouse
- Tress MacNeille : la mère de Bambi, la Reine-sorcière et Mme Samovar
- Carolyn Omine : Nani Pelekai
- Maggie Roswell : Mary Poppins
- Maurice LaMarche : Dark Vador
- Chris Edgerly : Chewbacca et Bourriquet
- Seth MacFarlane : Stewie Griffin